# Concha Colomer
Concepción Colomer Revuelta (1958 - Valencia, 9 de abril de 2011) fue una médica española.
Fue Directora del Observatorio de Salud de la Mujer y responsable de la Oficina de Planificación Sanitaria y Calidad de la Agencia de Calidad del Sistema Nacional de Salud (SNS), impulsó e incorporó el enfoque de género en la salud y puso en marcha la estrategia de detección de la violencia de género en la asistencia sanitaria. Trabajó en la actualización del protocolo con el objeto de incorporar una intervención específica para los hijos e hijas de las víctimas de la violencia de género.
Su padre, Joaquín Colomer Sala (1924-2011), fue un médico pediatra y político de su época.